# Segunda División 2023-2024 (Spagna)
La stagione 2023-2024 della Segunda División (detta LaLiga Hypermotion per ragioni di sponsorizzazione) è stata la 93ª edizione del campionato di calcio spagnolo di seconda divisione. La stagione regolare è cominciata l'11 agosto 2023 e terminerà il 2 giugno 2024. Dopo questa, è prevista una fase di play-off per decidere la terza promozione in Liga, suddivisa in semifinali e finali, che vengono disputate in sfide di andata e ritorno. Al contrario, le quattro retrocessioni in Primera División RFEF sono tutte dirette e non prevedono spareggi.

## Stagione

### Novità
Nella stagione precedente ad essere promossi in Primera División sono stati il Granada, vincitrice del torneo, il Las Palmas, dopo un solo anno d'assenza e dopo i play-off l'Alavés, dopo aver sconfitto in finale il Levante. Dalla Primera sono scese al loro posto il Real Valladolid, dopo un solo anno trascorso nella massima serie, l'Espanyol, dopo 3 anni e l'Elche, anche lui dopo 3 stagioni consecutive di permanenza in massima serie.
Dall'altra parte, a retrocedere in Primera Federación sono stati il Ponferradina, il Malaga, anch'essa dopo un solo anno, l'Ibiza, dopo 2 anni e il Lugo dopo ben 11 anni. Le neopromosse dalla Primera División RFEF sono l'Amorebieta, il Racing Ferrol e tramite play-off l'Alcorcón e l'Eldense.

### Formula
Al torneo partecipano 22 squadre che si sfidano in un girone all'italiana, andata e ritorno contro tutte le altre. Vengono assegnati tre punti per la vittoria, uno per il pareggio e zero per la sconfitta.
Successivamente vengono disputati i play-off, concessi alle squadre che si sono piazzate tra la terza e la sesta posizione al termine della stagione regolare. Quella meglio classificata affronta l'ultima che ha conquistato un posto utile per garantirsi l'accesso alle eliminatorie, mentre la quarta e la quinta si sfidano tra di loro. I vincenti di questi incontri, che vengono stabiliti su match di andata e ritorno, si affrontano nella cosiddetta finale play-off, che determinerà la terza squadra che potrà aver accesso, nella stagione successiva, in Primera División.
A retrocedere sono le ultime quattro squadre classificatesi al termine della stagione regolare; non sono previsti play-out.

## Squadre partecipanti
| Club             | Città                  | Stadio                          | Stagione precedente                                    |
| ---------------- | ---------------------- | ------------------------------- | ------------------------------------------------------ |
| Albacete         | Albacete               | Estadio Carlos Belmonte         | 6º in Segunda División                                 |
| Alcorcón         | Alcorcon               | Stadio Santo Domingo            | Promosso ai play-off di Primera División RFEF          |
| Amorebieta       | Amorebieta-Etxano      | Campo Municipal de Urritxe      | 1º posto in Primera División RFEF (Gruppo 1), promosso |
| Andorra          | Andorra la Vella       | Estadi Nacional                 | 7º in Segunda División                                 |
| Burgos           | Burgos                 | Estadio El Plantío              | 11º in Segunda División                                |
| Cartagena        | Cartagena              | Stadio Cartagonova              | 9º in Segunda División                                 |
| Eibar            | Eibar                  | Municipal de Ipurua             | 5º in Segunda División                                 |
| Elche            | Elche                  | Manuel Martínez Valero          | 20º in Primera División                                |
| Eldense          | Elda                   | Nuevo Pepico Amat               | Promosso ai play-off di Primera División RFEF          |
| Espanyol         | Barcellona             | RCDE Stadium                    | 19º in Primera División                                |
| Huesca           | Huesca                 | El Alcoraz                      | 15º in Segunda División                                |
| Leganés          | Leganés                | Estadio Municipal de Butarque   | 14º in Segunda División                                |
| Levante          | Valencia               | Stadio Ciutat de València       | 3º in Segunda División                                 |
| Mirandés         | Miranda de Ebro        | Estadio Municipal de Anduva     | 14º in Segunda División                                |
| Racing Ferrol    | Ferrol                 | de A Malata                     | 1º posto in Primera División RFEF (Gruppo 2), promosso |
| Racing Santander | Santander              | Campos de Sport de El Sardinero | 12º in Segunda División                                |
| Real Oviedo      | Oviedo                 | Estadio Carlos Tartiere         | 8º in Segunda División                                 |
| Real Saragozza   | Saragozza              | La Romareda                     | 13º in Segunda División                                |
| Sporting Gijón   | Gijón                  | El Molinón                      | 17º in Segunda División                                |
| Tenerife         | Santa Cruz de Tenerife | Heliodoro Rodríguez López       | 10º in Segunda División                                |
| Real Valladolid  | Valladolid             | José Zorrilla                   | 18º in Primera División                                |
| Villarreal B     | Vila-real              | Ciudad Deportiva                | 18º in Segunda División                                |

## Allenatori e primatisti
Aggiornata al 30 maggio 2024 
| Squadra          | Allenatore                                                              | Calciatore più presente               | Cannoniere                          |
| ---------------- | ----------------------------------------------------------------------- | ------------------------------------- | ----------------------------------- |
| Albacete         | Rubén Albés (1ª-32ª) Alberto González (33ª-)                            | 4 giocatori (21)                      | Alberto Quiles (10)                 |
| Alcorcon         | Fran Fernández (1ª-18ª) Mehdi Nafti (19ª-)                              | Christian Borrego (20)                | Dyego Sousa (6)                     |
| Amorebieta       | Haritz Mújika (1ª-19ª) Jandro Castro (20ª-)                             | Manu Hernando Josué Dorrio (21)       | Eneko Jauregi (6)                   |
| Andorra          | Eder Sarabia (1ª-33ª) Ferran Costa (34ª-)                               | Sergio Molina Julen Lobete (21)       | Julen Lobete Aurélien Scheidler (4) |
| Burgos           | Bolo                                                                    | 3 giocatori (21)                      | Curro Sánchez (15)                  |
| Cartagena        | Víctor Sánchez (1ª-7ª) Julián Calero (8ª-)                              | 3 giocatori (19)                      | Alfredo Ortuño (10)                 |
| Eibar            | Joseba Etxeberria                                                       | 4 giocatori (21)                      | Jon Bautista (17)                   |
| Elche            | Sebastián Beccacece                                                     | 3 giocatori (21)                      | Óscar Plano (7)                     |
| Eldense          | Fernando Estévez                                                        | Juanto Ortuño Iván Chapela (21)       | Juanto Ortuño (11)                  |
| Espanyol         | Luis García (1ª-14ª) Luis Miguel Ramis (15ª-30ª) Manolo Gonzalez (31ª-) | Fernando Pacheco (21)                 | Martin Braithwaite (21)             |
| Huesca           | José Ángel Ziganda (1ª-9ª) Antonio Hidalgo (10ª-)                       | Miguel Loureiro Álvaro Fernández (21) | Samuel Obeng (6)                    |
| Leganes          | Borja Jiménez                                                           | 3 giocatori (21)                      | Miguel de la Fuente (12)            |
| Levante          | Javier Calleja                                                          | Mohamed Bouldini Oriol Rey (21)       | Mohamed Bouldini (8)                |
| Mirandes         | Alessio Lisci                                                           | 3 giocatori (21)                      | Carlos Martín (15)                  |
| Racing Ferrol    | Cristóbal Parralo                                                       | 4 giocatori (21)                      | Álvaro Giménez (11)                 |
| Racing Santander | José Alberto López                                                      | Iñigo Vicente Jokin Ezkieta (21)      | Peque (18)                          |
| Real Oviedo      | Álvaro Cervera (1ª-6ª) Luis Carrión (7ª-)                               | 4 giocatori (21)                      | Borja Bastón (8)                    |
| Real Saragozza   | Fran Escriba (1ª-16ª) Julio Velázquez (17ª-30ª) Víctor Fernández (31ª-) | Germán Valera (21)                    | Maikel Mesa (11)                    |
| Sporting Gijón   | Miguel Ángel Ramírez                                                    | Rubén Yáñez Nacho Méndez (21)         | Juan Otero Gaspar Campos (10)       |
| Tenerife         | Asier Garitano                                                          | Juan Soriano Sergio González (20)     | Ángel Rodríguez (9)                 |
| Real Valladolid  | Paulo Pezzolano                                                         | Monchu (21)                           | Mamadou Sylla (8)                   |
| Villarreal B     | Miguel Álvarez                                                          | Carlo García Álex Forés (21)          | Álex Forés (16)                     |

## Classifica finale
Aggiornata al 2 giugno 2024 
|  | Pos. | Squadra          | Pt | G  | V  | N  | P  | GF | GS | DR  |
|  | ---- | ---------------- | -- | -- | -- | -- | -- | -- | -- | --- |
|  | 1.   | Leganés          | 74 | 42 | 20 | 14 | 8  | 56 | 27 | +29 |
|  | 2.   | Real Valladolid  | 72 | 42 | 21 | 9  | 12 | 51 | 36 | +15 |
|  | 3.   | Eibar            | 71 | 42 | 21 | 8  | 13 | 72 | 48 | +24 |
|  | 4.   | Espanyol         | 69 | 42 | 17 | 18 | 7  | 59 | 40 | +19 |
|  | 5.   | Sporting Gijón   | 65 | 42 | 18 | 11 | 13 | 51 | 42 | +9  |
|  | 6.   | Real Oviedo      | 64 | 42 | 17 | 13 | 12 | 55 | 39 | +16 |
|  | 7.   | Racing Santander | 64 | 42 | 18 | 10 | 14 | 63 | 55 | +8  |
|  | 8.   | Levante          | 59 | 42 | 13 | 20 | 9  | 49 | 45 | +4  |
|  | 9.   | Burgos           | 59 | 42 | 16 | 11 | 15 | 52 | 54 | -2  |
|  | 10.  | Racing Ferrol    | 59 | 42 | 15 | 14 | 13 | 49 | 52 | -3  |
|  | 11.  | Elche            | 59 | 42 | 16 | 11 | 15 | 43 | 46 | -3  |
|  | 12.  | Tenerife         | 56 | 42 | 15 | 11 | 16 | 38 | 41 | -3  |
|  | 13.  | Albacete         | 51 | 42 | 12 | 15 | 15 | 50 | 56 | -6  |
|  | 14.  | FC Cartagena     | 51 | 42 | 14 | 9  | 19 | 37 | 51 | -14 |
|  | 15.  | Real Saragozza   | 51 | 42 | 12 | 15 | 15 | 42 | 42 | 0   |
|  | 16.  | Eldense          | 50 | 42 | 12 | 14 | 16 | 46 | 56 | -10 |
|  | 17.  | Huesca           | 49 | 42 | 11 | 16 | 15 | 36 | 33 | +3  |
|  | 18.  | Mirandés         | 49 | 42 | 12 | 13 | 17 | 47 | 55 | -8  |
|  | 19.  | Amorebieta       | 45 | 42 | 11 | 12 | 19 | 37 | 53 | -16 |
|  | 20.  | Alcorcón         | 44 | 42 | 10 | 14 | 18 | 32 | 53 | -21 |
|  | 21.  | FC Andorra       | 43 | 42 | 11 | 10 | 21 | 33 | 53 | -20 |
|  | 22.  | Villarreal B     | 43 | 42 | 11 | 10 | 21 | 41 | 62 | -21 |

Legenda:

      Promosse in Primera División 2024-2025
 Qualificate ai play-off promozione
      Retrocesse in Primera Federación 2024-2025
Regolamento:
Tre punti a vittoria, uno a pareggio, zero a sconfitta.
In caso di arrivo di due squadre a pari punti, la graduatoria verrà stilata in base all'ordine dei seguenti criteri:
- Differenza reti negli scontri diretti
- Differenza reti generale
- Reti realizzate in generale

In caso di arrivo di tre o più squadre a pari punti, la graduatoria verrà stilata in base all'ordine dei seguenti criteri:
- Punti negli scontri diretti (classifica avulsa)
- Differenza reti negli scontri diretti
- Differenza reti generale
- Reti realizzate in generale
- Classifica fair-play stilata a inizio stagione

Nel caso un criterio escluda solamente alcune delle squadre, senza quindi determinare l'ordine completo, tali squadre vengono escluse dal criterio successivo, rimanendo così senza possibilità di posizionarsi meglio.

## Play-off

### Tabellone
|  | Semifinali | Semifinali     | Semifinali | Semifinali | Semifinali |  |  | Finale | Finale      | Finale | Finale | Finale |  |
|  |            |                |            |            |            |  |  |        |             |        |        |        |  |
|  | 6          | Real Oviedo    | 0          | 2          | 2          |  |  |        |             |        |        |        |  |
|  | 3          | Eibar          | 0          | 0          | 0          |  |  | 6      | Real Oviedo | 1      | 0      | 1      |  |
|  | 5          | Sporting Gijón | 0          | 0          | 0          |  |  | 4      | Espanyol    | 0      | 2      | 2      |  |
|  | 4          | Espanyol       | 1          | 0          | 1          |  |  |        |             |        |        |        |  |

Note:
Incontri di andata e ritorno.
Il vincitore viene determinato in base all'ordine dei seguenti criteri:
Miglior differenza reti a favore al termine dei tempi regolamentari
Maggior numero di reti fuori casa al termine dei tempi regolamentari
Miglior differenza reti a favore al termine dei tempi supplementari
Maggior numero di reti fuori casa al termine dei tempi supplementari
Miglior posizione raggiunta in campionato

## Statistiche

### Individuali

#### Classifica marcatori
Aggiornata al 2 giugno 2024 
| Gol |  |  | Giocatore           | Squadra          |
| --- |  |  | ------------------- | ---------------- |
| 22  |  |  | Martin Braithwaite  | Espanyol         |
| 18  |  |  | Peque               | Racing Santander |
| 17  |  |  | Jon                 | Eibar            |
| 16  |  |  | Álex Forés          | Villarreal B     |
| 15  |  |  | Carlos Martín       | Mirandes         |
| 15  |  |  | Curro Sánchez       | Burgos           |
| 13  |  |  | Juan Carlos Arana   | Racing Santander |
| 13  |  |  | Javi Puado          | Espanyol         |
| 13  |  |  | Miguel de la Fuente | Leganes          |
| 12  |  |  | Diego García        | Leganes          |
| 12  |  |  | Stoichkov           | Eibar            |
| 11  |  |  | Maikel Mesa         | Real Saragozza   |
| 11  |  |  | Ager Aketxe         | Eibar            |
| 11  |  |  | Juanto Ortuño       | Eldense          |
| 11  |  |  | Álvaro Giménez      | Racing Ferrol    |